# Yvan Lebon

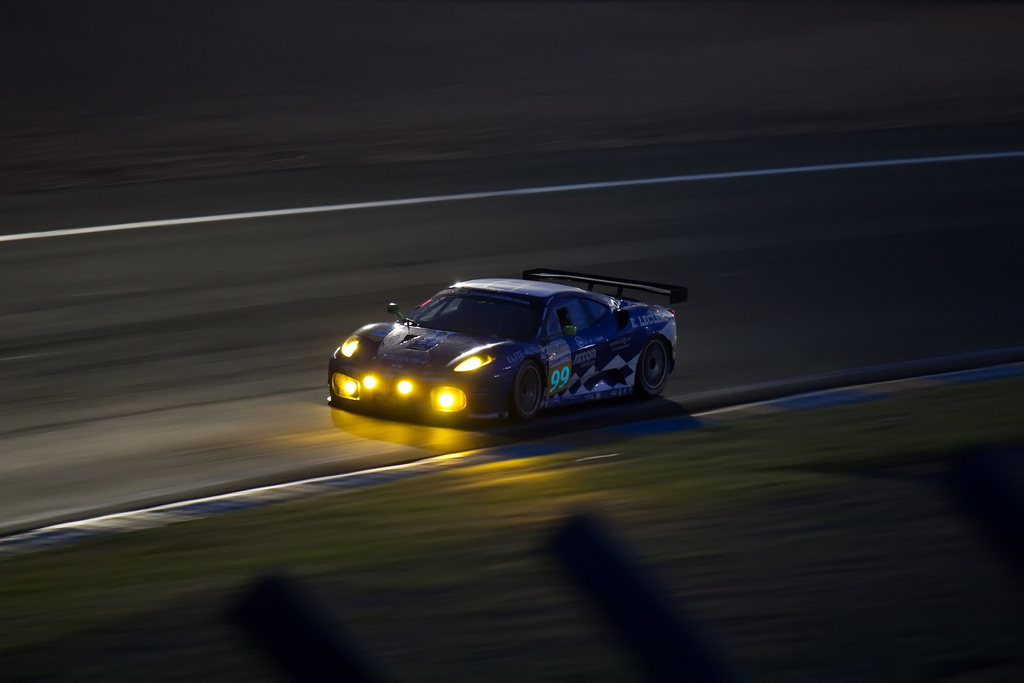
Der Ferrari F430 GTC von Christophe Bouchut, Manuel Rodrigues und Yvan Lebon in der Nacht beim 24-Stunden-Rennen von Le Mans 2009

Yvan Jean-François Maurice Robert Lebon (* 17. März 1968 in Nogent-le-Rotrou; † 18. Mai 2010 in Villejuif) war ein französischer Autorennfahrer.

## Karriere im Motorsport
Yvan Lebon vor allem in der französischen GT-Meisterschaft aktiv. Außerdem hatte er Einsätze im Rallycross und ging bei der Trophée Andros an den Start. Seinen einzigen Einsatz beim 24-Stunden-Rennen von Le Mans hatte er 2009. Gemeinsam mit Christophe Bouchut und Manuel Rodrigues steuerte er einen Ferrari F430 GTC an die 29. Stelle der Gesamtwertung.
Er starb im Mai 2010 an Bauchspeicheldrüsenkrebs. 

## Statistik

### Le-Mans-Ergebnisse
| Jahr | Team       | Fahrzeug         | Teamkollege        | Teamkollege      | Platzierung | Ausfallgrund |
| ---- | ---------- | ---------------- | ------------------ | ---------------- | ----------- | ------------ |
| 2009 | JMB Racing | Ferrari F430 GTC | Christophe Bouchut | Manuel Rodrigues | Rang 29     |              |